# Programa Cañadas
El Programa Cañadas fue un programa contrainsurgente en contra del EZLN que llevó a cabo el gobierno del estado de Chiapas en México a fines de los años 90 en la región de las Cañadas en la Selva Lacandona. Autor del programa fue Carlos Rojas y lo implementó la SEDESOL Estatal. La estrategia fue de disuadir la participación en el movimiento zapatista por los servicios brindados a la población en los Centros de Atención Social (CAS) que se encontraban junto a las instalaciones del Ejército Mexicano. El programa fue desmantelado en el 2000 por el gobierno de Pablo Salazar Mendiguchía.